# Cattasoma mcalpinei
Cattasoma mcalpinei är en tvåvingeart som beskrevs av Guilherme A.M.Lopes 1988. Cattasoma mcalpinei ingår i släktet Cattasoma och familjen köttflugor. Inga underarter finns listade i Catalogue of Life.